# ジョン・ウィスター・シンプソン
ジョン・ウィスター・シンプソン（John Wistar Simpson, 1914年9月25日 - 2007年1月4日）は、アメリカ合衆国の電子工学者で、核エネルギーの発展に多大な貢献を残した。
彼は1914年にサウスカロライナ州グレンスプリングスで生まれた。1937年にウェスティングハウス・エレクトリックに就職し、1941年にピッツバーグ大学から電子工学の修士号を得た。
1946年にはオークリッジ国立研究所で核エネルギーで発電を行うための研究に従事し、最初の原子力潜水艦の構造の設計にも深く関わった。
1966年4月に全米技術アカデミーのメンバーに選ばれた。1971年には「核エネルギーシステムの設計への持続的な貢献」によって1971年にIEEEからエジソンメダルを受賞した。また、IEEEフェロー、アメリカ機械工業会、アメリカ造船船舶工学ソサエティ、原子力産業協会のメンバーにもなった。
"Nuclear Power from Underseas to Outer Space"等のノンフィクションも何冊か執筆している。
2007年1月4日、サウスカロライナ州ヒルトンヘッド島で死去した。